# Roberto de Souza
Roberto de Souza Rezende (* 18. Januar 1985 in Goiânia) ist ein brasilianischer Fußballspieler.
Roberto de Souza begann seine Karriere in seiner brasilianischen Heimat beim Traditionsteam Guarani FC. Nach 2 Jahren dort suchte er eine neue Herausforderung, die er in Spanien bei Celta Vigo fand, wo er in seinem ersten Jahr jedoch nicht über acht Kurzeinsätze in der Primera División hinauskam. So wurde er für die folgende Saison an UD Salamanca verliehen, wo er sich zum Stammspieler entwickelte.
Da man aufgrund der Verpflichtung des Argentiniers Ariel Javier Rosada einen Nicht-Europäer zu viel im Team hatte, entschieden die Celta-Verantwortlichen, ihn für die Rückrunde 2007/2008 an den Ligarivalen Racing Ferrol, wie zuvor schon seinen Teamkollegen Petar Sanew zu verleihen. In der Saison 2008/09 spielte Souza leihweise beim portugiesischen Erstligisten Leixões SC.
Im Sommer 2009 wechselte Souza zu Marítimo Funchal. Dort spielte er drei Jahre als Stammkraft im Mittelfeld und erreichte mit seiner Mannschaft zweimal die Qualifikationsrunde zur Europa League. Im Sommer 2012 wechselte er zu Persepolis Teheran in den Iran. Nach drei Monaten verließ er den Klub wieder. Er war anschließend zwei Jahre ohne Verein, ehe er im Dezember 2014 zu Leixões SC zurückkehrte, da mittlerweile in der Segunda Liga spielte. Dort sicherte er sich mit seinem Team in der Spielzeit 2014/15 den Klassenverbleib. Danach war er erneut ein halbes Jahr ohne Klub, bevor er Anfang 2016 bei Rio Branco EC in Brasilien anheuerte.